# Cupcakke
Ne doit pas être confondu avec Cupcake.
Elizabeth Eden Harris (née le 31 mai 1997), dite Cupcakke (stylisé en cupcakKe), est une auteur-compositrice-interprète américaine née le 31 mai 1997 à Chicago. Elle commence sa carrière de rappeuse en 2012, puis se fait progressivement remarquer en partageant ses enregistrements sur les interfaces numériques. Trois ans plus tard, ses chansons Deepthroat et Vagina réussissent à gagner une certaine notoriété sur les plateformes de vidéos en ligne YouTube et WorldStarHipHop, où elles recueillent instantanément des dizaines de millions de lectures.
Ces deux morceaux précèdent le lancement de sa première mixtape, intitulée Cum Cake, en février 2016. Elle sera promptement suivie par un deuxième essai, Shelters to Deltas (S.T.D.), qui se fraye une place dans le classement des « Meilleurs albums de rap de l’année » du magazine Rolling Stone. Dès lors, Cupcakke est reconnue et acclamée par un bon nombre de critiques musicales telles que Pitchfork, Complex et The Fader. Son premier album studio indépendant, Audacious, sort en octobre 2016. L’univers textuel hyper-sexué et parfois comique qui la définit l’aide également à se construire une popularité, notamment sur Internet où une importante base de fans s’est peu à peu développée.
Bien que le sexe soit son sujet de prédilection, CupcakKe a déjà utilisé son talent de parolière pour écrire des chansons contre l'homophobie (LGBT, Crayons), la discrimination à l'égard des personnes autistes (A.U.T.I.S.M), les attouchements sexuels à l'égard des mineurs (Pedophile), les violences policières, etc.

## Biographie
Elizabeth Eden Harris est née le 31 mai 1997 à Chicago, dans l’Illinois, aux États-Unis. Élevée par une mère célibataire à King Drive, près des Parkway Garden Homes, la jeune fille passe à peu près quatre ans dans les centres d’hébergement et de réinsertion sociale de Chicago, et ce dès l’âge de sept ans. Elle grandit en côtoyant d’autres rappeurs chicagoans tels que Lil Reese et Chief Keef. Âgée de dix ans, elle s’initie à la musique et à la poésie en s’impliquant activement dans la vie quotidienne de l’église qu’elle fréquente. C'est en récitant des poèmes sur sa foi chrétienne et face à ses pasteurs locaux qu’elle commence à prendre goût à l’art de la scène. Elle fait plus tard la rencontre d’un compagnon d’église qui l’encourage à transformer la poésie en rap, nouvelle forme d’expression pour laquelle Harris tombe éperdument amoureuse. 

## Discographie

### Singles
| Titre                                          | Année | Album            |
| ---------------------------------------------- | ----- | ---------------- |
| Vagina                                         | 2015  | Cum Cake         |
| Deepthroat                                     | 2015  | Cum Cake         |
| Juicy Coochie                                  | 2016  | Cum Cake         |
| Best Dick Sucker                               | 2016  | S.T.D            |
| Picking Cotton                                 | 2016  | Audacious        |
| Cumshot                                        | 2017  | Queen Elizabitch |
| Exit                                           | 2017  | Euphorize        |
| Cartoons                                       | 2017  | Euphorize        |
| Quiz                                           | 2018  | Eden             |
| Hot Pockets                                    | 2018  |                  |
| Blackjack                                      | 2018  | Eden             |
| Squidward Nose                                 | 2019  |                  |
| Bird Box                                       | 2019  |                  |
| Ayesha                                         | 2019  |                  |
| Whoregasm                                      | 2019  |                  |
| Grilling Niggas                                | 2019  |                  |
| Lawd Jesus                                     | 2020  |                  |
| Lemon Pepper                                   | 2020  |                  |
| Discounts                                      | 2020  |                  |
| Elephant                                       | 2020  |                  |
| Gum                                            | 2020  |                  |
| Mickey                                         | 2021  |                  |
| Mosh Fit                                       | 2021  |                  |
| Moonwalk                                       | 2021  |                  |
| Huhhhh                                         | 2021  |                  |
| Marge Simpson                                  | 2021  |                  |
| PTPOM (Shemix) feat. ShantiiP, Tay Money       | 2022  |                  |
| H2hoe                                          | 2022  |                  |
| HDBG Shemix feat. Erica Banks, Tweeday         | 2022  |                  |
| Lizoo Shemix feat. Layton Greene, Moone Walker | 2023  |                  |

### Mixtapes
| Titre    | Détails de l’album                                                                    |
| -------- | ------------------------------------------------------------------------------------- |
| Cum Cake | - Sortie : 9 février 2016 - Label : auto-édité - Format : téléchargement numérique/CD |
| S.T.D    | - Sortie : 19 juin 2016 - Label : auto-édité - Format : téléchargement numérique/CD   |

### Albums studio
| Titre               | Détails de l’album                                                                  |
| ------------------- | ----------------------------------------------------------------------------------- |
| Audacious           | - Sortie : 14 octobre 2016 - Label : auto-édité - Format : téléchargement numérique |
| Queen Elizabitch    | - Sortie : 31 mars 2017 - Label : auto-édité - Format : téléchargement numérique    |
| Ephorize            | - Sortie : 5 janvier 2018 - Label : auto-édité - Format : téléchargement numérique  |
| Eden                | - Sortie : 9 novembre 2018 - Label : auto-édité - Format : téléchargement numérique |
| Dauntless Manifesto | - Sortie : 28 juin 2024 - Label : auto-édité - Format : téléchargement numérique    |